# Swen Hultqvist
Swen Edvard Helge Hultqvist, i folkbokföringen stavat Sven, född 19 maj 1921 i Göteborg, död 25 december 2006 i Jonstorp, Skåne, var en svensk ämbetsman och riksbrandinspektör.
Hultqvist gick ut från Chalmers tekniska högskola 1944, tog brandingenjörsexamen 1950 och gick ut från Försvarshögskolan 1966. Han var brandbefäl vid Stockholms brandkår 1947–1955 och blev rektor vid Statens brandskola 1955. Hultqvist var riksbrandinspektör och chef för Statens brandinspektion 1966–1974 och överdirektör och chef för Statens brandnämnd 1974–1981. Vidare var han ledamot i Katastrofkommissionen 1982–1991, utredningsman, ledamot, sakkunnig och expert i offentliga utredningar angående organisation, utbildning och lagstiftning rörande brandförsvar och räddningstjänst, samt hade styrelseuppdrag inom fackområdet.

## Utmärkelser
- Kommendör av Nordstjärneorden, 3 december 1974.[1]